# Park Han-byul
Park Han-byul (박한별?, Pak HanbyǒlLR; Seul, 17 novembre 1984) è un'attrice sudcoreana.
Da studentessa della Anyang Art High School, Park caricò in Internet alcune sue foto, diventando celebre per la somiglianza con l'attrice Jun Ji-hyun. Debuttò nel film horror del 2003 Yeogogoedam 3: Yeo-ugyedam.

## Filmografia

### Televisione
- Yojo sungnyeo (요조숙녀) – serie TV (2003)
- Hwansang-ui couple (환상의 커플) – serie TV (2006)
- Freeze (프리즈) – serie TV (2006)
- Dahamgge chachacha (다함께 차차차) – serie TV (2010)
- Oh! My Lady (오! 마이 레이디) – serie TV (2010)
- Jalki-un ttal hana (잘키운 딸 하나) – serie TV (2013)
- Naemsaereul boneun sonyeo (냄새를 보는 소녀) – serie TV (2015)
- Ae-in iss-eo-yo (애인 있어요) – serie TV (2015)
- Entourage (안투라지?, AnturajiLR) – serie TV, episodio  3 (2016)

### Cinema
- Yeogogoedam 3: Yeo-ugyedam (여고괴담 3: 여우계단), regia di Yoon Jae-yeon (2003)
- Sungmyeong (숙명), regia di Kim Hae-gon (2008)
- Yoga hag-won (요가학원), regia di Yoon Jae-yeon (2009)
- My Black Minidress (마이 블랙 미니드레스), regia di Heo In-moo (2011)
- Bixian Ⅱ (笔仙Ⅱ), regia di Ahn Byeong-ki (2013)

### Videoclip
- 2004 – "Without You" degli 1TYM
- 2010 – "Smiling Goodbye" di Soya n Sun
- 2010 – "I'm Going Crazy" di Seven
- 2012 – "Beautiful Night" degli Ulala Session